# Osmitopsis
Osmitopsis là một chi thực vật có hoa trong họ Cúc (Asteraceae).

## Loài
Chi Osmitopsis gồm các loài: